# Aeonium ciliatum

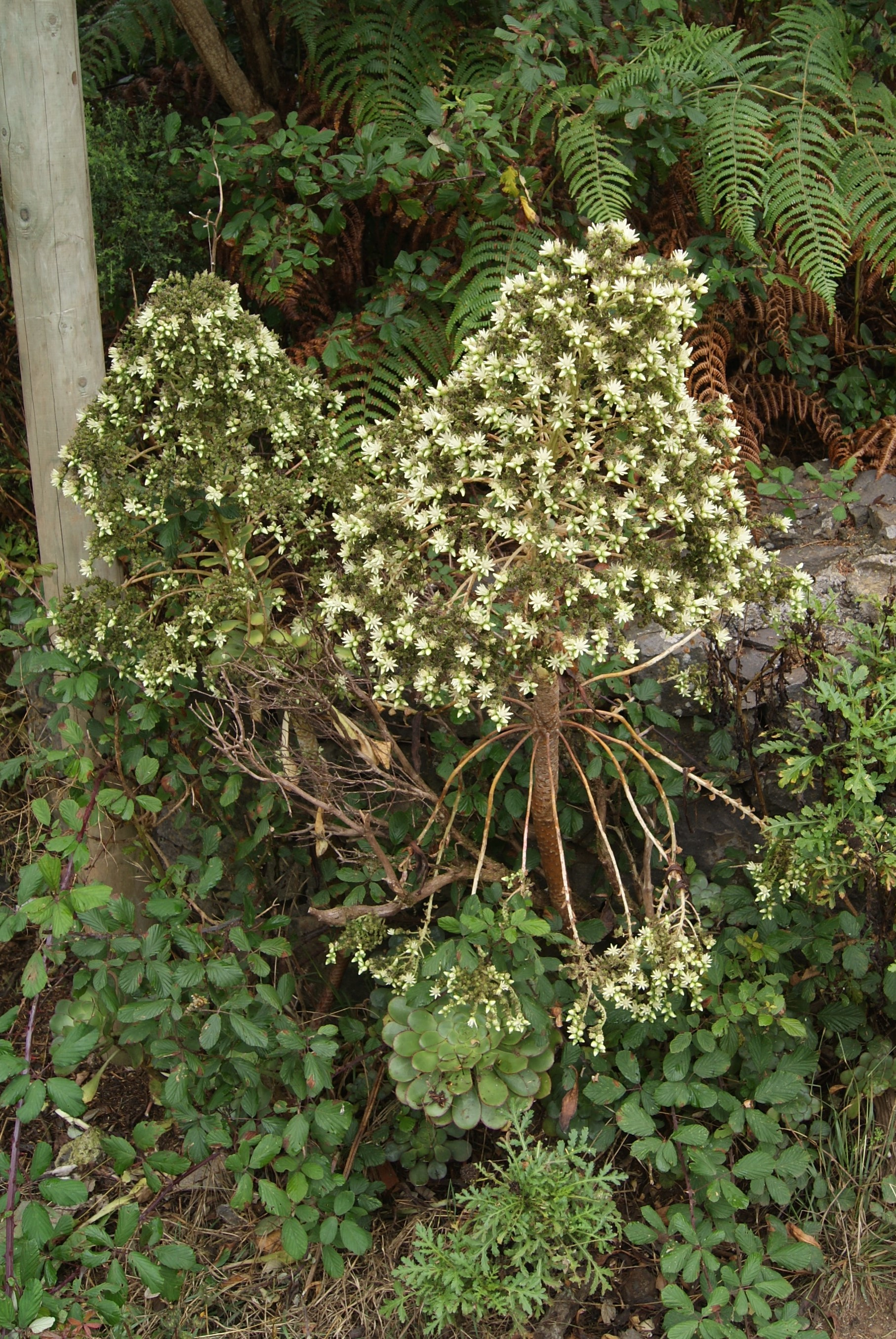
Inflorescències

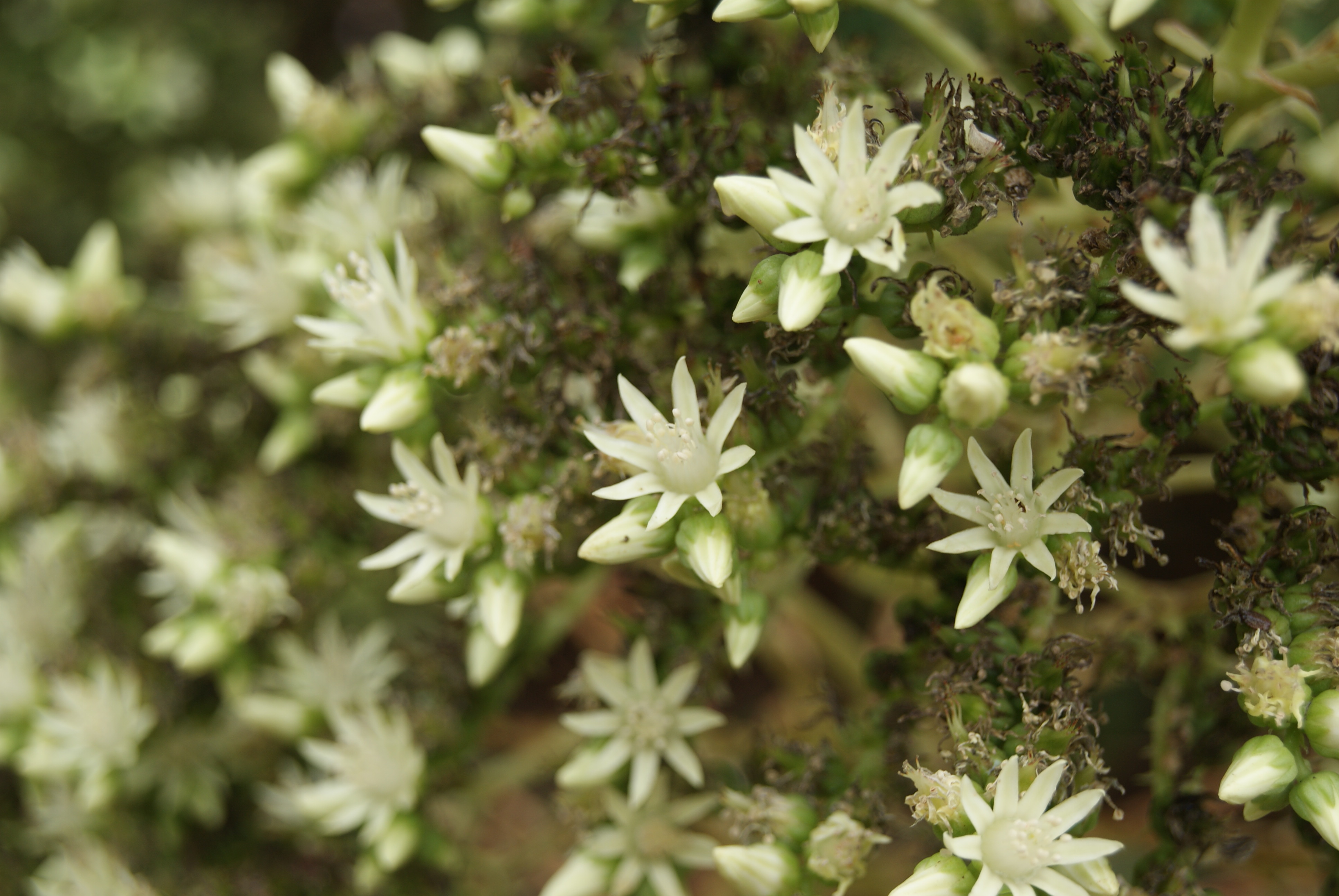
Flors

Aeonium ciliatum és una espècie de planta suculenta del gènere Aeonium, de la família de les Crassulaceae.

## Descripció
Arbust perenne, suculent, de port elongat i fins a 1 m d'alçada, amb tiges gruixudes i llenyoses, aspres al tacte per les profundes cicatrius que deixen les fulles mortes en desprendre's. La planta adulta es ramifica al voltant de la roseta terminal, produint branquetes fines, d'uns 0,5 a 2 cm de diàmetre, fortament escamoses i freqüentment amb nombroses arrels adventícies que l'ajuden a sostenir-se i a captar una mica més la humitat de l'aire en els períodes més secs.
Les fulles són grans, de color verd intens i amb un típic fil vermellós al seu voltant, s'agrupen en rosetes terminals d'entre 8 a 20 cm de diàmetre. Són simples, llises, carnoses, d'uns 4 a 12 cm de llarg i de 2 a 5 cm d'ample, de obovades a curtament espatulades, lleugerament recorbades, punxegudes al seu àpex, i amb cilis amples i tibats en les seves vores.
Les flors són petites, estrellades, de color blanquinós verdós o rosat, s'agrupen en denses inflorescències en forma de cúpula d'uns 15 a 40 cm de llarg i de 10 a 35 cm de diàmetre, sostingudes per forts peduncles que sorgeixen del centre de les rosetes foliars. Cada flor presenta 7 a 9 sèpals triangulars, d'uns 2,5 a 3 mm de llarg, puberulents i acuminats en l'àpex; igual nombre de pètals d'uns 7 a 10 mm de llarg, lanceolats, lleugerament aquillats, de color blanquinós verdosos, escassament puberulents i apicalmente punxeguts; i doble quantitat d'estams amb filaments blanquinosos i anteres de color groc pàl·lid a blanquinós. En madurar produeixen una gran quantitat de diminutes llavors.
Es diferencia d'Aeonium davidbramwellii per les seves tiges tuberculades, glabres i fulles de color verd fosc. D'Aeonium gomerense pee les seves tiges fortament corrugades, fulles de color verd profund i una mica espatulades. D'Aeonium urbicum per les seves tiges tuberculades, ramificades, sèpals i anteres pubescents, i pètals linears. I d'Aeonium percameum perquè aquesta espècie té tiges llises, fulles tenyides de porpra, pètals rosats i filaments puberulents i filiformes.
S'hibrida amb facilitat amb Aeonium urbicum, espècie molt abundant a la seva àrea de distribució, motiu pel qual són escasses les poblacions pures.

## Distribució
Espècie endèmica de l'illa de Tenerife, a les Canàries, localitzant les seves poblacions únicament en els paratges feréstecs del massís d'Anaga.
De caràcter eminentment rupícola, viu en cingles, talussos i vessants pedregosos situats en zones assolellades dels boscos termòfils i de la laurisilva, on la seva presència és relativament freqüent; també en marges de camins, pistes i carreteres.
En algunes zones forma colònies de diverses desenes d'exemplars.

## Taxonomia
Aeonium ciliatum Webb & Berthel. va ser descrita per Philip Barker Webb i Sabin Berthelot i publicada a Histoire Naturelle des Iles Canaries. Paris. 3(2:1): 195.1841.

## Usos
S'utilitza com a planta ornamental, encara que aquesta pràctica és desaconsellable fora de les seves àrees de distribució natural, per evitar indesitjables efectes d'hibridació amb altres espècies del seu ampli i diversificat gènere; així mateix, s'ha de tenir en compte un rigorós respecte a les seves poblacions naturals.
Ocasionalment s'empra com a farratge per a les cabres.
El suc de les seves tiges té propietats dèrmiques, podent-se emprar per guarir cremades lleus, així com per mitigar el dolor i la inflor causats per cops o caigudes.